# Akquieszenz
Akquieszenz, auch inhaltsunabhängige Zustimmungstendenz, ist in der empirischen Sozialforschung die Tendenz von Befragten, unabhängig vom Inhalt der Fragen zuzustimmen. Akquieszenz gehört neben der Tendenz zur Mitte und der sozialen Erwünschtheit zu den vom Befragten abhängigen Verzerrungseffekten. Das Maß, in dem der Störfaktor Akquieszenz die Gültigkeit sozialwissenschaftlicher Messungen stört, variiert. Es hängt von Persönlichkeitsmerkmalen der Befragten, dem Gegenstand der Befragung und der Gestaltung des Fragebogens bzw. der Formulierung der Fragen ab.
Die wichtigste Maßnahme gegen Akquieszenz ist, bei Fragen die Alternativen auszuformulieren. In einer Umfrage wird also nicht gefragt „Glauben Sie an die große Liebe?“, sondern „Glauben Sie an die große Liebe, oder glauben Sie nicht daran?“. Werden mehrteilige Skalen (z. B. Likert-Skalen) verwendet, die nach Zustimmung oder Ablehnung fragen, kann Akquieszenz vermindert werden, indem die Skalenorientierung abwechselnd geändert wird.